# 2010 KZ39
2010 KZ39 جرم وراء نبتوني يدور حول الشمس في القرص المتفرق في الحدود الخارجية للنظام الشمسي. ومن المرجح أن يكون كوكب قزم محتمل حيث يقدر قطرة بحوالي 600 كيلومتر. وقد رصد هذا الجسم لأول مرة في 21 مايو 2010، من قبل علماء الفلك أندرزيج أودالسكي، سكوت شيبارد ، إم. زيمانسكي وتشاد تروخيو في مرصد لاس كامباناس في تشيلي .
2010 KZ39 يدور حول الشمس على مسافة 42.9-47.8 وحدة فلكية مرة واحدة كل 305 سنوات و 3 أشهر (111504 أيام)، في مدار منحرف بمقدار 0.05 درجة و يميل 26 درجة بالنسبة لمستوى مسار الشمس.وباستخدام أفضل القيم المتوقعة لمداره من المتوقع أن يصل إلى الحضيض في عام 2109.
ولقد لوحظ 28 مرة خلال 3 مقابلات . اعتبارا من عام 2016، يبعد 2010 KZ39 عن الشمس 46.1  وحدة فلكية ولايزال نمط الجرم الطيفي وكذلك فترة دورانه حول نفسة غير معروفة.

## وصلات خارجية
- Large New Trans-Neptunian Object 2010 KZ39 Discovered (BAA Blog : 9 June 2010)
- OCKS: OGLE Carnegie Kuiper belt Survey (OCKS is a Southern sky survey searching for Kuiper Belt objects and dwarf planets)
- 2010 KZ39 في قاعدة بيانات مختبر الدفع النفاث لأجرام النظام الشمسي الصغيرة

- الاكتشاف · مخطط المدار ·  العناصر المدارية · المعلمات المادية